# 臺南市青年館
臺南市青年館（後稱臺南學苑）是曾位於臺灣臺南市東區的中國青年救國團所屬建築，由東側集會堂與西側宿舍所組成，是救國團1960年代的建築之一。後來作為救國團臺南市團委會與成大里活動中心使用，之後因土地持有者臺南市政府不再續租並計畫開闢為停車場，該建築群在2017年2月拆除。

## 歷史

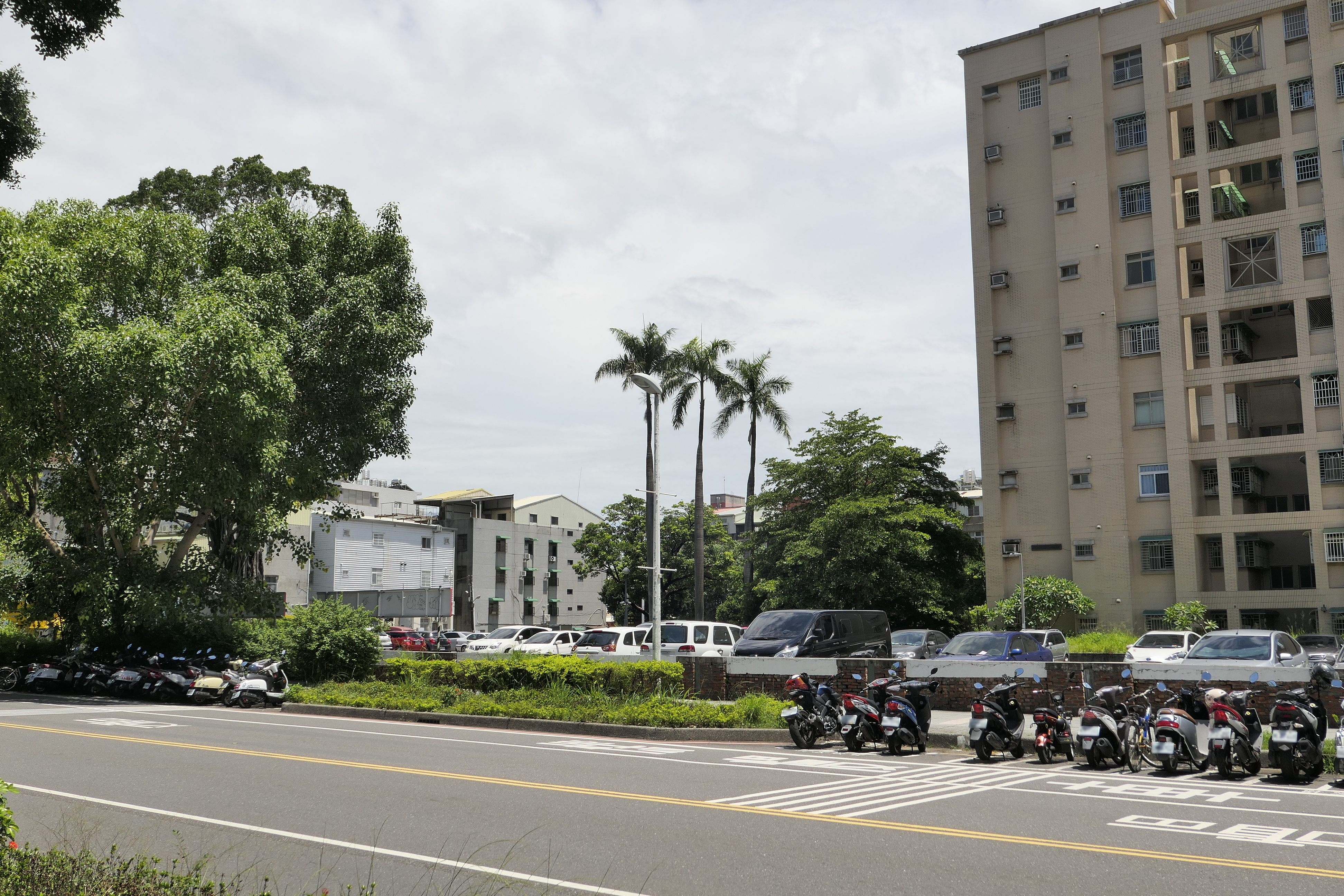
臺南市青年館拆除後闢建的大學路停車場

臺南市青年館興建於民國50年（1961年），設立宗旨是救國團照應來都市求學的學生和提供課外活動育樂空間。由於興建時大學路西段尚未開闢，當時的主入口設在育樂街，後來才換到大學路西段上。
青年館集會堂由於會播放電影的關係，又被稱為「青年館戲院」，直到1980年代才停止放映電影。臺南學苑於1984年遷到東區後甲一帶後，救國團開始在該址提供課程。此外集會堂有部分空間改為前鋒里、育樂里里民活動中心。
2014年救國團與臺南市政府的租約到期，經數次協調後使用權延長到2016年6月。2016年臺南市政府收回後與國有財產署合作將此地開闢成停車場，工程於民2017年2月21日開始，同年10月6日原址闢建「大學路停車場」正式啟用，共規劃汽車格位159格、機車格位105格。

## 建築
臺南市青年館由集會堂與宿舍所組成，設計者是省立工學院（今國立成功大學）的金長銘、曾東波、李濟湟。集會堂為兩層樓建築，主入口在二樓，可經由大型戶外梯抵達。宿舍為一字形建築，一樓是廚房餐廳等服務設施所在地，二樓以上是住宿空間。